# Junta de Gobierno (El Salvador)
La Junta de Gobierno fue una institución colegiada que asumió el gobierno de la República de El Salvador tras el derrocamiento del presidente José María Lemus, el 26 de octubre de 1960; cuyo presidente fue el teniente coronel Miguel Ángel Castillo Maldonado; y que gobernaría el país por medio de decretos de ley, asumiendo los poderes ejecutivo y legislativo, además de la potestad de nombrar los alcaldes de los distintos municipios. Ejerciendo el gobierno hasta que fue depuesta el 25 de enero de 1961.

## Historia

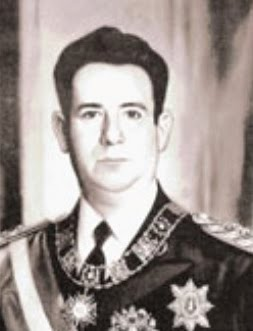
José Marìa Lemus

### Antecedentes
En 1960, debido a la enemistad que tenía con el presidente José María Lemus, el expresidente Óscar Osorio (antecesor de Lemus en el cargo) buscaría derrocarle junto con varios de los altos mandos de la Fuerza Armada (que también eran compadres y allegados de Lemus). Para ello, el ministro de Defensa, general Adán Parada, crearía un estado mayor especial a cargo del coronel Cesar Yanes Urías, que funcionaría en la segunda planta del Palacio Nacional, y que se encargaría de planear y organizar el golpe de Estado; junto con Yanes estaría también el mayor Rubén Alonso Rosales, segundo al mando del primer regimiento de artillería (cuartel El Zapote).
Por otro lado, existía un fuerte descontento hacia el gobierno por parte de los estudiantes de la Universidad Nacional, entre los cuales había algunos que pertenecían o se veían influenciados por movimientos de la izquierda radical (relacionados directa o indirectamente con el Partido Comunista Salvadoreño) o por partidos políticos opuestos al gobierno. Dichos estudiantes llevaban a cabo manifestaciones que eran reprimidas duramente por la Policía Nacional; lo que culminaría en la toma de la Universidad Nacional, y la golpiza o muerte de algunos opositores (como fue el caso Roberto Edmundo Canessa, quien fue canciller en la presidencia de Osorio; que sucedió el 2 de septiembre de 1960 el mismo día de la toma de la universidad nacional).
Debido a la respuesta represiva del gobierno, los movimientos civiles (del ámbito de la Universidad Nacional y líderes opositores) y militares (del estado mayor especial) empezaron a coordinarse, reuniéndose en la residencia del excandidato presidencial Miguel Tomás Molina, a la vez que fueron aumentando las manifestaciones; lo que llevó a que se decretase, por 30 días, un estado de sitio el 5 de septiembre que fue prorrogado el 3 de octubre.

### Golpe de Estado de 1960 o Madrugón de los Compadres
- Wikisource contiene una copia del Decreto Nº 1, del 26 de octubre de 1960, de la Junta de Gobierno.

A las 10 p. m. del 25 de octubre de 1960, la residencia del presidente Lemus sería rodeada por los militares que apoyaban el golpe, a la vez que tomaban el centro nacional de comunicaciones.
A las 2 a. m. del 26 de octubre de 1960, el presidente Lemus sería capturado, mientras aún estaba en pijama, por dos oficiales de baja, el coronel Fidel R. Quintanilla (ex director de la policía nacional en el gobierno de Osorio) y el capitán e ingeniero César Buitrago (exdiputado del entonces partido oficial PRUD). Su captura se facilitaría, debido a que su escolta, conformada por efectivos de la Guardia Nacional, se les ordenaría (por parte de su comandante el coronel José María López Ayala, que estaba a favor del golpe) que no opusieran resistencia.
Lemus sería transportado hacia el Cuartel de la Policía de Hacienda (cuyo jefe era el teniente coronel Miguel Ángel Castillo Maldonado) donde pasaría unas horas, después sería trasladado hacia la Fuerza Aérea donde tomaría un avión para exiliarse en Costa Rica.
A las 6 de la mañana, Osorio junto con los demás militares participantes se reunirían en el cuartel El Zapote, donde se designarían a los militares y civiles (personas destacadas e influyentes de la Universidad Nacional) quienes conformarían la junta que asumiría los poderes ejecutivo y legislativo. Siendo sus miembros:
- Dr. Ricardo Falla Cáceres, abogado
- Dr. René Fortín Magaña, abogado
- Dr. Fabio Castillo Figueroa, médico
- Coronel César Yanes Urías
- Teniente coronel Miguel Ángel Castillo Maldonado
- Mayor Rubén Alonso Rosales.[1]

Al mediodía los miembros de la Junta de Gobierno (excepto Fabio Castillo, quien se encontraba en una reunión del Consejo Superior Universitario Centroamericano (CSUCA) en San José, Costa Rica) ofrecieron una conferencia de prensa donde comunicaron lo sucedido a la población. Asimismo, se darían a conocer algunos miembros del gabinete: como ministro de defensa estaría el teniente coronel Alonso Castillo Navarrete; de ministro de hacienda, el doctor Ricardo Arbizu; de relaciones exteriores, el doctor Rolando Déneke; y como fiscal general, el doctor Mario Castillo Zeledón.

### Gobierno

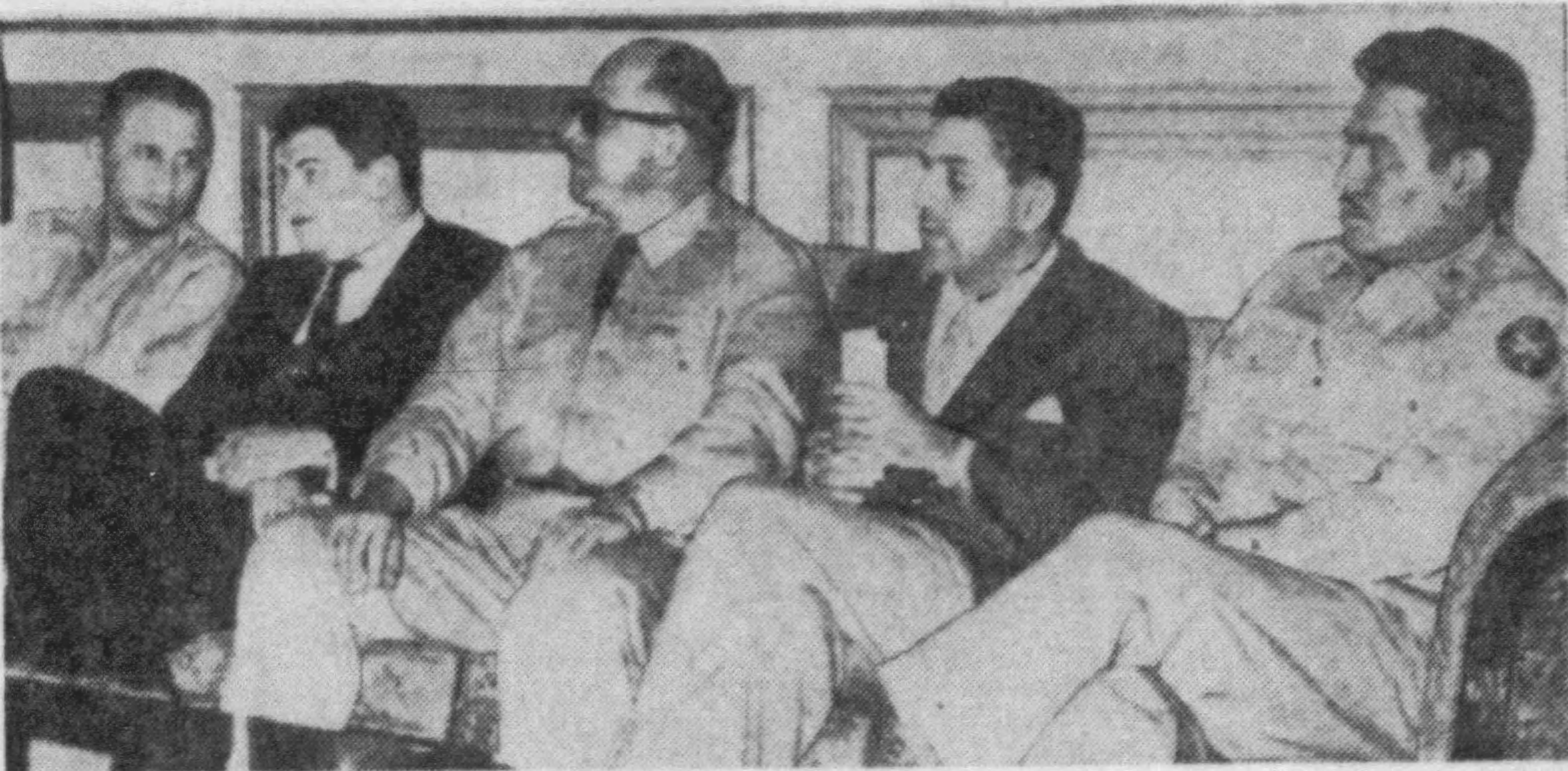
Yanes, Carceres, Miguel Castillo, Fortín y Rosales

Con su primer decreto, la junta asumió los poderes ejecutivo y legislativo; asimismo, separó de sus cargos a los magistrados de la Corte Suprema de Justicia, a los miembros del Concejo Central de Elecciones y de la Corte de Cuentas de la República, para elegir unos nuevos.
A los pocos días del golpe se publicó un manifiesto donde se dejó en claro a la población que el objetivo de la junta era poner en efecto la constitución de 1950 por medio de elecciones presidenciales genuinas.
Para apoyar las decisiones de la junta se formaría una coalición llamada Frente Nacional de Orientación Cívica (FNOC), constituida por: el Partido de Acción Renovadora (PAR), el Partido Radical Democrático (PRD), Partido Revolucionario Abril y Mayo (PRAM), frente político del Partido Comunista Salvadoreño, que fue legalizado en diciembre de 1960, y asociaciones estudiantiles y sindicales, destacándose la AGEUS (Asociación General de Estudiantes Universitarios Salvadoreños).
El 3 de diciembre, el embajador de Estados Unidos Thorsten V. Kalivjari entregó al canciller Deneké la nota que expresaba que el 27 de octubre el gobierno de su país había reconocido el gobierno de la junta, al día siguiente la junta también fue reconocida por el gobierno revolucionario de Cuba, y también le brindaron reconocimiento el Reino Unido, Alemania Occidental, Italia, el Vaticano, Kuwait, Bolivia, entre otros.
En diciembre la junta anunciaría un programa de alfabetización masiva, que se extendería el derecho al salario mínimo a los trabajadores rurales, así como manifestaron su intención de mantener relaciones con Cuba (donde había triunfado la revolución cubana). El 17 de ese mismo mes, se destituiría a todas las autoridades municipales (que habían sido elegidas en mayo de ese año), y la elección de los nuevos miembros sería hecha por la junta.
A mediados de diciembre, se anunció la reorganización de los Cuerpos de Seguridad, que la Policía Nacional sería desmilitarizada y descentralizada y que su sección investigaciones criminales pasaría a control de la Fiscalía General de la República, mientras que la Policía de Hacienda sería trasladada al Ministerio de Hacienda, y los cuerpos de bomberos pasarían a la jurisdicción de los municipios; asimismo, se anunció un impuesto sobre la renta a beneficiadores, exportadores y comerciantes de café que se encontraban exonerados del mismo (manteniendo la exoneración únicamente para los productores de café que pagaban un impuesto fijo por cada saco exportado). Estas medidas provocaron la molestia y oposición de buena parte de los militares y de las familias cafetaleras que tenían el control económico del país.
A principios de enero de 1961, cuando se decidió que el embargo estadounidense a Cuba sería casi total, la junta decidiría mantener las relaciones con Cuba; a su vez que aceleraría los preparativos para un congreso preelectoral, para discutir los problemas del sistema de partidos políticos existente y redactar una nueva ley electoral, que estaría dirigido por el Consejo Central de Elecciones. Dicho congreso se inauguraría el 23 de enero en el recinto legislativo del Palacio Nacional, y en el estarían delegados de 9 partidos políticos: el Partido Social Demócrata (PSD), el Partido Revolucionario Abril y Mayo (PRAM), el Partido de Acción Renovadora (PAR), el Partido Acción Nacional (PAN), el Partido Auténtico Constitucional (PAC),el Partido Radical Democrático (PRD), el Partido Unionista Centroamericano (PUCA), el Partido Demócrata Cristiano (PDC) y el Partido Acción Democrática (PAD).
Debido a mantener las relaciones con Cuba, al apoyo y legalización del Partido Revolucionario Abril y Mayo, entre otras cosas, harían que la embajada estadounidense considerase que había una tendencia a la izquierda radical en la junta, y apoyaría a los militares disconformes para dar un golpe de Estado. Ese golpe, se daría el 25 de enero de 1961 a cargo de un grupo de militares, de oficiales de derecha (autodenominados "los maquis"); mientras que en el cuartel del regimiento primero de infantería (San Carlos) se formaría el Directorio Cívico-Militar, que se haría cargo del gobierno de la nación y que estaría liderado por el coronel Aníbal Portillo.
Los doctores René Fortín Magaña y Ricardo Falla Cáceres buscarían encabezar las manifestaciones en apoyo a la junta, pero serían arrestados y exiliados; mientras que los otros cuatro miembros de la Junta de Gobierno serían arrestados en su vivienda y mandados al exilio. Como producto del golpe, también el expresidente Osorio, que lideraba el Partido Social Demócrata (PSD), fue exiliado, así como las demás personas que apoyaban a la junta; igualmente, el congreso preelectoral fue disuelto mientras el nuevo grupo gobernante se preparaba para reorientar la maquinaria electoral.